# Lawrence Shields
Lawrence Shields (Estados Unidos, 5 de marzo de 1895-19 de febrero de 1976) fue un atleta estadounidense, especialista en la prueba de 1500 m en la que llegó a ser medallista de bronce olímpico en 1920.

## Carrera deportiva
En los JJ. OO. de Amberes 1920 ganó la medalla de bronce en los 1500 metros, corriéndolos en un tiempo de 4:03.0 segundos, llegando a meta tras los británicos Albert Hill (oro con 4:01.8 segundos) y Philip Noel-Baker (plata).